# Estación Pedrera
Estación Pedrera es una localidad uruguaya del departamento de Canelones y forma parte del municipio canario de San Jacinto. 

## Ubicación
La localidad se encuentra situada en la zona noreste del departamento de Canelones, sobre la ruta 11 junto a su empalme con la ruta 88. Dista 9 km de la ciudad de San Jacinto y 18 km de la ciudad de Atlántida.

## Población
Según el censo de 2011, la localidad contaba con una población de 140 habitantes, 82 hombres  y 58 mujeres.
| -             | - | 107 | 114 | 134 | 140 |
| (Fuente: INE) |   |     |     |     |     |

## Infraestructura
El pueblo cuenta con la antigua estación de trenes de pasajeros Pedrera y la Parada Gómez. Actualmente circula el tren de carga desde Minas.En la localidad se encuentran las escuelas rurales 144 y 77. Posee una capilla, Nuestra Señora de Fátima, celebra misas el primer sábado de cada mes en horas de la tarde. Y su fiesta patronal es cada 13 de mayo.
El centro de salud se encuentra sin terminar, sin atención médica, aunque estatalmente tiene adjudicado médico.  
Hoy por hoy, la localidad cuenta con algunos almacenes con bar, comidas al paso  y algunos servicios como mecánicas.  
Próximo al pueblo se encuentra una antigua posta de diligencias del antiguo Camino a Minas, que hacían los viajeros desde Montevideo. Es propiedad privada, por lo que solo se puede apreciar exteriormente.